# Gemmula hawleyi
Gemmula hawleyi é uma espécie de gastrópode do gênero Gemmula, pertencente a família Turridae.